# Liebesfeuer
Liebesfeuer Brasil: Fogo do Amor ) é um filme mudo alemão dirigido por Paul L. Stein. Lançado em 1925, foi protagonizado por Liane Haid, Alphons Fryland e Walter Rilla.